# St. Michael (Suffersheim)

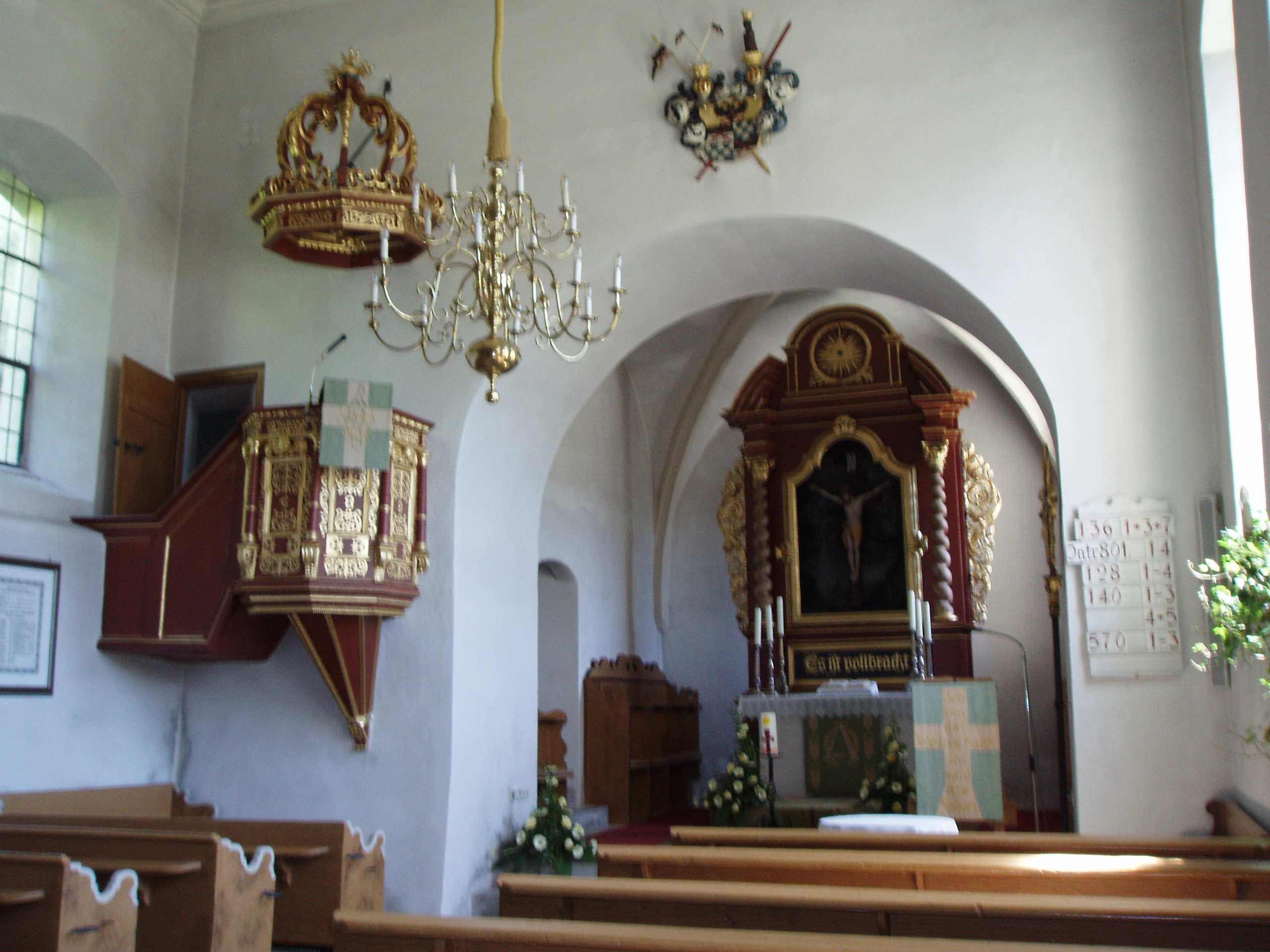
Blick auf den Innenraum der Filialkirche St. Michael

Die St.-Michaels-Kirche ist ein evangelisch-lutherisches Kirchengebäude in Suffersheim, einem Gemeindeteil der Stadt Weißenburg in Bayern im mittelfränkischen Landkreis Weißenburg-Gunzenhausen. Sie bildet eine Filialkirche der Pfarrei Neudorf im Evangelisch-Lutherischen Dekanat Pappenheim. Die Kirche ist unter der Denkmalnummer D-5-77-177-557 als Baudenkmal in die Bayerische Denkmalliste eingetragen.

## Geographische Lage
Die Kirche steht am nördlichen Ortsrand von Suffersheim innerhalb des Friedhofs direkt am Kirchenbach auf einer Höhe von 467 Metern über NHN.

## Geschichte und Baubeschreibung
Die Chorturmkirche wurde von 1722 bis 1723 auf der mittelalterlichen Grundlage erbaut; Die Vorgängerkirche St. Gunthildis aus dem 9. Jahrhundert war im Dreißigjährigen Krieg schwer beschädigt worden. Die Friedhofsummauerung stammt vermutlich aus dem 17. Jahrhundert. Das Kirchenportal mit Bogenfeld, darin ein römisches Kreuz, stammt aus dem 11. Jahrhundert. Der 36 Meter hohe, massive und rechteckige Turm ist viergiebelig, polygon und hat drei Glocken aus dem 19. und 20. Jahrhundert; die Turmspitze weist die für das Pappenheimer Gebiet typischen buntglasierten, in einem Muster verwendeten Ziegel auf, die 1913 eingesetzt wurden. Der Spitzhelm des Turms wurde 1853 erneuert. Über dem Chorbogen ist das Wappen der Reichsmarschälle von Pappenheim angebracht und erinnert an deren Patronatsherrschaft vom 12. bis 19. Jahrhundert. Der barocke Altar von ca. 1721, dessen Altarbild 1957 geschaffen wurde, sowie die barocke Kanzel von 1688 wurden vor dem Neubau der Kirche gestiftet. Auch das um 1720 geschaffene Orgelgehäuse ist barock. Der 16-armige Messing-Kronleuchter ist von 1990. Die Gebeine der heiligen Gunthildis von Suffersheim sollen sich in der Kirche befunden haben.